# Horapollon
Horapollon, Horapollo, var en berömd grammatiker i Alexandria (troligen i 400-talet e.Kr.). Under hans namn äger man ett på grekiska skrivet arbete i två böcker (bland annat utgiven av Conrad Leemans, 1835), över hieroglyferna, vilket ger sig ut för att vara av en för övrigt obekant Filippos översatt från Horapollons egyptiska original.
Namnet är bildat genom sammansättning av det egyptiska gudanamnet Horus och det grekiska Apollon, härrörande från den tid, då i Alexandria egyptiska och grekiska kulturelement möttes och blandades. 